# Landgoederen Oldenzaal
Landgoederen Oldenzaal este o arie protejată (arie specială de conservare — SAC, sit de importanță comunitară — SCI) din Țările de Jos întinsă pe o suprafață de 578 ha, integral pe uscat.

## Localizare
Centrul sitului Landgoederen Oldenzaal este situat la coordonatele 52°19′32″N 6°57′42″E / 52.3256°N 6.9617°E.

## Înființare
Situl Landgoederen Oldenzaal a fost declarat sit de importanță comunitară în aprilie 2003 pentru a proteja 1 specie de animale. Situl a fost protejat și ca arie specială de conservare în septembrie 2013.

## Biodiversitate
Situată în ecoregiunea atlantică, aria protejată conține 5 habitate naturale: Pajiști umede nord-atlantice cu Erica tetralix, Pajiști uscate europene, Păduri de fag acidofile atlantice, cu subarboret de Ilex și, uneori, de asemenea, Taxus, la nivelul arbuștilor (Quercion robori-petraeae sau Ilici-Fagenion), Păduri de stejar sau de stejar și carpen sub-atlantice și medio-europene de Carpinion betuli, Păduri aluvionare cu Alnus glutinosa și Fraxinus excelsior (Alno-Padion, Alnion incanae, Salicion albae).
La baza desemnării sitului se află o specie protejată de  amfibieni: triton cu creastă (Triturus cristatus).